# Riconquista della Cirenaica
Con riconquista della Cirenaica si indica la parte finale della riconquista della Libia, e precisamente quel conflitto nella colonia tra le forze militari italiane e la resistenza libica che cominciò nel 1928, proseguì con un crescendo di azioni militari italiane contro la resistenza e terminò nel 1931 con la sconfitta della resistenza dei ribelli e la cattura ed impiccagione del capo della resistenza indigena Omar al-Mukhtar. La pacificazione venne portata avanti da parte italiana con ampio ricorso a stragi ed atrocità e comportò anche uccisioni di massa della popolazione indigena della Cirenaica - un quarto della popolazione della Cirenaica di 225 000 morì durante il conflitto. L'Italia commise numerosi ed efferati crimini di guerra durante il conflitto, quali l'uso di armi chimiche illegali, rifiuto di fare prigionieri di guerra giustiziando i combattenti arresi ed esecuzioni di massa di civili. Le autorità italiana attuarono una pulizia etnica espellendo forzatamente 100 000 arabi cirenaici (metà della popolazione della Cirenaica) dai loro insediamenti, che vennero assegnati a coloni italiani.

## Contesto
L'occupazione della Libia nell'autunno 1911 (prime operazioni belliche il 29 settembre, sbarchi a Tobruk il 4 ottobre e a Tripoli, il 5 ottobre) fu preceduta da una preparazione diplomatica pressoché perfetta e accompagnata da una grande mobilitazione dell'opinione pubblica italiana.. Mancava però una preparazione politico-militare specifica, era convinzione diffusa che fosse necessario fronteggiare poche migliaia di soldati turchi, non la popolazione libica, la cui dura resistenza (esplosa il 23 ottobre nei combattimenti di Sciara Sciat, un quartiere di Tripoli) fu accolta con sorpresa. Il corpo di spedizione italiano fu portato rapidamente a 100 000 uomini, quasi la metà della forza di pace dell'esercito; ma si trattava di truppe di leva inadatte a muovere nel territorio desertico. L'occupazione italiana fu quindi limitata alla zona costiera.
Il trattato di Ouchy (12 ottobre 1912), con cui la Turchia rinunciava all'amministrazione civile e militare sulle regioni libiche, non comportò la fine della resistenza. Fino al 1921 il dominio italiano era stato precario, e limitato ad una esigua fascia costiera, tanto che ancora nel 1922 si dovette iniziare una sorta di "riconquista della Libia", e solo nel 1931 la resistenza dei ribelli fu definitivamente annientata.
La riconquista iniziò nel luglio 1921 con l'arrivo del nuovo governatore Giuseppe Volpi. Volpi, supportato dal ministro delle Colonie, il liberale Giovanni Amendola, impresse subito una sterzata alle demoralizzate guarnigioni ormai abituate a vivere alla giornata. All'alba del 26 gennaio 1922, realizzando una sorpresa tattica, carabinieri, zaptié ed eritrei sbarcarono a Misurata Marittima, occupando la località; era l'inizio della svolta che in poco più di un anno si concluse con l'occupazione di tutta la Tripolitania.
Negli anni seguenti il dominio italiano fu esteso con metodo e pazienza. Nel 1923-1925 fu raggiunto il controllo della Tripolitania settentrionale, poi quello delle regioni semidesertiche centrali. Tra il 1928 e il 1930 le truppe del generale Rodolfo Graziani occuparono le regioni meridionali, fino al Fezzan. Nel frattempo, i confini della colonia erano stati ridefiniti a favore dell'Italia con alcuni trattati bilaterali, quali la delimitazione del confine libico egiziano, con la cessione dell'Oasi di Giarabub (Trattato del Cairo del 6 dicembre 1925), oltre al triangolo settentrionale del Sudan Anglo-Egiziano a sud della Libia Italiana ceduto nel 1926.

## Le operazioni in Cirenaica
La Tripolitania era di nuovo sotto controllo italiano, ma restava il problema dell'immensa ed arida Cirenaica. Il 1º febbraio 1926 la sfida contro il deserto fu raccolta a Giarabub: dopo una marcia sfibrante gli italiani raggiunsero l'oasi sbalordendo il locale capo senussita, che si sottomise spontaneamente.
In Cirenaica i successi italiani incontrarono difficoltà impreviste. Le ricorrenti rivalità tra le tribù seminomadi della Tripolitania e l'assoluto dominio dell'aviazione italiana nei grandi spazi desertici avevano facilitato la conquista italiana; anche le regioni desertiche della Cirenaica furono occupate senza altre difficoltà che quelle logistiche tra il 1926 (oasi di Giarabub) e il 1931 (oasi di Cufra). Invece il Gebel al Akhdar ("la montagna verde"), l'altipiano che si innalza fino a mille metri quasi a picco sul Mediterraneo, per poi digradare lentamente verso il deserto, offriva un terreno rotto e ricco di boscaglie, grande quasi come la Sicilia, che si prestava alla guerriglia perché la ricognizione aerea e i mezzi motorizzati perdevano efficacia. La Cirenaica aveva circa 200 000 abitanti, di cui poco meno della metà era la popolazione sedentaria della stretta fascia costiera, 100 000 allevatori seminomadi sul Gebel e alcune migliaia nelle oasi sparse nel deserto. Il Gebel cirenaico era retto dalla Senussia, un movimento fondamentalista islamico nato nella prima metà dell'Ottocento che aveva esteso la sua influenza a regioni semidesertiche come la Cirenaica, l'Egitto occidentale, il Sahara orientale. La civiltà islamica non conosce distinzioni tra religione e politica, le zauie senussite sul Gebel e nelle oasi erano centri di culto e di studio coranico che gestivano la vita delle tribù seminomadi e i loro commerci con l'Egitto, amministravano la giustizia e percepivano le imposte, organizzavano le spedizioni militari e tenevano i rapporti con le potenze coloniali. Dinanzi all'invasione italiana la Senussia tenne un comportamento lineare: era disposta a riconoscere agli italiani (come già ai turchi) una sovranità puramente nominale e il controllo della stretta fascia costiera, a patto che non venisse intaccato il suo dominio del Gebel e delle regioni desertiche. Il governo italiano, che aveva già abbastanza problemi in Tripolitania, accettò di fatto questa spartizione e con gli accordi del 1920-21 riconobbe a Mohammed Idris il titolo di emiro di inequivocabile rilievo politico (anche se le fonti italiane dell'epoca definirono la Senussia come una confraternita, accentuandone il carattere religioso).

### La rivolta di Omar al-Mukhtar
Nel 1923 il governo fascista ripudiò gli accordi e intraprese la conquista del Gebel, installandovi una serie di fortini con guarnigioni eritree. Il terreno però si prestava alla guerriglia e la Senussia garantiva l'appoggio compatto della popolazione e una direzione politico-militare unitaria, che trovò un grande leader nell'anziano Omar al-Mukhtar, "il leone del deserto". Il suo «governo della notte» manteneva un ampio controllo di fatto del territorio e delle popolazioni ufficialmente sottomesse, minacciava i distaccamenti e gli insediamenti italiani, continuava a percepire le imposte e ad amministrare la giustizia, eliminando spie e collaborazionisti. I tentativi di negoziati tra l'Italia e Omar Mukhtar vennero rotti nell'estate del 1929 e l'Italia pianificò la completa conquista della Libia ai ribelli.

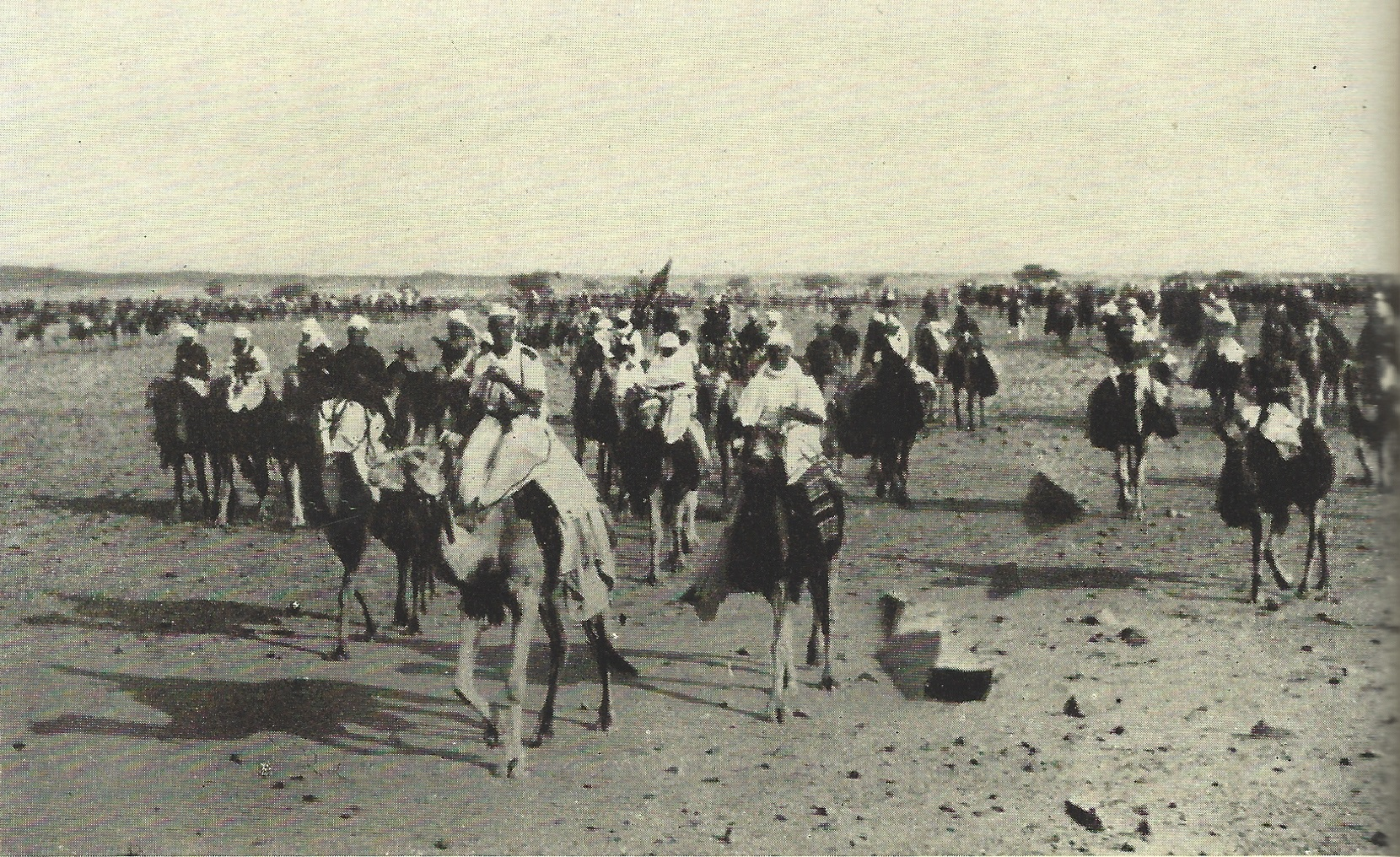
Meharisti guidati dal duca Amedeo d'Aosta nel 1930 durante la seconda guerra contro i senussi

I comandi italiani misero a frutto l'esperienza maturata in Tripolitania per l'occupazione delle regioni desertiche a sud del Gebel: nel 1930, conquistarono il Fezzan ed issarono la bandiera italiana a Tummo, nella regione più meridionale del Fezzan; nel 1931 raggiunsero la lontana oasi di Cufra. Ma sull'altipiano tutti i grandi rastrellamenti condotti con più colonne convergenti dirette dall'aviazione non riuscirono mai ad agganciare le mobili formazioni di mujaheddin di Omar al Mukhtar, che filtravano in piccoli gruppi attraverso le linee italiane o si nascondevano tra la popolazione, che curava i feriti e sostituiva i caduti.
Gli italiani, potevano illudersi di controllare il territorio di giorno, ma la notte i libici dettavano legge. Roma non poteva accettare questa sfida al suo rinascente impero e nel 1930 il generale Rodolfo Graziani, reduce dai successi nel Fezzan, fu chiamato in Cirenaica come vicegovernatore per dare nuova energia alla repressione e sconfiggere la guerriglia.
Per il generale Graziani un gruppo di più di tre arabi doveva già essere considerato sedizioso ed eliminato con ogni mezzo; la frontiera libico-egiziana era solo un arido colabrodo da bloccare a tutti i costi. Il 16 giugno del 1930 Graziani iniziò una grande operazione di rastrellamento con gli stessi metodi usati in Tripolitania. I guerriglieri continuarono a rifiutare lo scontro, il terreno era loro favorevole, le colonne non agganciavano il nemico, i risultati furono insoddisfacenti.

### La deportazione della popolazione
Fu il maresciallo Pietro Badoglio, governatore della Tripolitania e della Cirenaica dal 1929, a proporre un radicale mutamento di strategia:
(Pietro Badoglio, 20 giugno 1930)

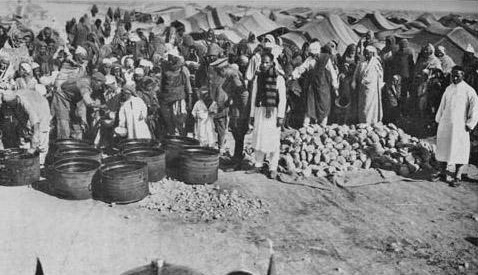
Internati nel campo di concentramento italiano di El Agheila.

Mussolini approvò e nei mesi seguenti Graziani procedette a deportare tutta la popolazione del Gebel in campi di concentramento siti tra le pendici del Gebel e la costa.
Dal 1930 al 1931 le forze italiane scatenarono un'ondata di terrore sulla popolazione indigena cirenaica; tra il 1930 e il 1931 furono giustiziati 12 000 cirenaici e tutta la popolazione nomade della Cirenaica settentrionale fu deportata in enormi campi di concentramento lungo la costa desertica della Sirte, in condizione di sovraffollamento, sottoalimentazione e mancanza di igiene. Nel giugno 1930, le autorità militari italiane organizzarono la migrazione forzata e deportazione dell'intera popolazione del Gebel al Akhdar, in Cirenaica, e ciò comportò l'espulsione di quasi 100 000 beduini (una piccola parte era riuscita a fuggire in Egitto) - metà della popolazione della Cirenaica - dai loro insediamenti, che furono assegnati a coloni italiani. Queste 100 000 persone, in massima parte donne, bambini e anziani, furono costretti dalle autorità italiane a una marcia forzata di oltre mille chilometri nel deserto verso una serie di campi di concentramento circondati di filo spinato costruiti nei pressi di Bengasi. Le persone furono falcidiate dalla sete e dalla fame; gli sciagurati ritardatari che non riuscivano a tenere il passo con la marcia venivano fucilati sul posto dagli italiani. Tra i vari episodi di crudeltà si cita l'abbandono di molti indigeni, tra cui donne e bambini, nel deserto privi di acqua a causa di vari dissidi; altri morti per fustigazioni e fatica. Fonti straniere, non censurate dal governo italiano e mostrate anche nel film Il leone del deserto, mostrano riprese aeree, fotogrammi e immagini dei campi per il concentramento dei deportati, in cui i deportati venivano internati senza alcun'assistenza o sussidio. Le esecuzioni sommarie erano all'ordine del giorno per chi si mostrava ostile o cercava di ribellarsi alla situazione. La propaganda del regime fascista dichiarava che i campi erano oasi di moderna civilizzazione gestite in modo igienico ed efficiente (mentre nella realtà i campi avevano condizioni sanitarie precarie avendo una media di 20 000 beduini internati insieme ai propri cammelli o altri animali, ammassati in un'area di 1 chilometro quadrato): nella propaganda fascista L'Oltremare si affermava che "nel campo di Soluch c'è ordine e una disciplina perfetta e regna ordine e pulizia". I campi avevano solo rudimentali servizi medici: per i 33 000 reclusi nei campi di Soluch e di Sidi Ahmed el-Magrun c'era un solo medico. Il tifo e altre malattie si diffusero rapidamente nei campi, anche perché i deportati erano fisicamente indeboliti dalle insufficienti razioni alimentari e dal lavoro forzato. La loro unica ricchezza, il bestiame, fu radicalmente distrutto; perirono il 90-95% degli ovini e l'80% dei cavalli e dei cammelli della Cirenaica. Quando i campi vennero chiusi nel settembre 1933, erano morti 40 000 dei 100 000 internati totali: solo in sessantamila sopravvissero alla deportazione (1932-33).

### La fine della resistenza

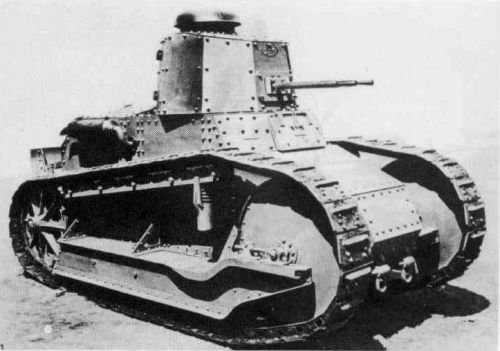
Il carro leggero Fiat 3000 usato dalle forze italiane durante la campagna

Su ordine di Graziani, le forze italiane per sradicare la guerriglia dei senussiti in Cirenaica ricorsero a metodi di rappresaglia spietati contro la popolazione locale accusata di appoggiare il ribellismo.
La confraternita senussita, che appoggiava la guerriglia, fu perseguitata dagli italiani: più di trenta capi religiosi vennero deportati in Italia; le zawiya, centri politici ed economici dell'ordine, vennero confiscate; le moschee chiuse e le pratiche dei Senussi proibite; le proprietà dei Senussi furono confiscate. Vennero poi presi i preparativi per la conquista italiana dell'oasi di Cufra, l'ultima roccaforte dei Senussi in Libia.

Il 31 luglio 1930 vennero bombardate le oasi di Taizerbo. Di tale operazione esiste un rapporto da parte del generale Graziani al Ministro delle Colonie. Da esso si apprende che il bombardamento fu effettuato da quattro apparecchi Ro armati con 24 bombe da 21 chili, 12 bombe da 12 chili e 320 bombe da 2 chili, tutte ad iprite. Graziani riferisce che: "Il bombardamento venne eseguito in fila indiana passando sull'oasi di Giululat e di El Uadi e poscia sulle tende, con risultato visibilmente efficace". Cufra, città santa per gli islamici considerata da Graziani "centro di raccolta di tutto il fuoriuscitismo libico" fu bombardata il 26 agosto 1930 e i ribelli inseguiti verso il confine con l'Egitto. Lo stesso Graziani parla di 100 ribelli uccisi, 14 ribelli passati per le armi e 250 fermati tra cui donne e bambini. Dopo una nuova insurrezione, il 20 gennaio 1931 gli italiani occuparono Cufra, dove i rifugiati Senussi furono bombardati e mitragliati dagli aerei italiani mentre fuggivano nel deserto; ne seguirono tre giorni di violenze ed atrocità impressionanti che provocarono la morte di circa 200 libici e innumerevoli altre vittime tra i sopravvissuti:

Per chiudere le rotte di approvvigionamento dei ribelli dall'Egitto, il generale Rodolfo Graziani (reduce dai successi nel Fezzan e chiamato nel 1930 in Cirenaica come vicegovernatore) fece costruire una fascia di reticolati di filo spinato larga alcuni metri e lunga ben 270 chilometri lungo la frontiera egiziana, dal porto di Bardia all'oasi di Giarabub, costantemente sorvegliata da forze mobili italiane quali carri armati e aeroplani. La barriera di filo spinato venne costruita in sei mesi, da aprile a settembre del 1931. Bloccato ogni rifornimento, dunque, le bande ribelli erano destinate a soccombere. Il 9 settembre 1931 il settantatreenne capo della resistenza libica Omar al Mukhtàr venne catturato dagli italiani, condannato all'impiccagione da una corte marziale e giustiziato pubblicamente a Soluch il 16 settembre. Graziani raccontò che 20 000 beduini furono costretti ad assistere all'esecuzione per dimostrare loro che i giorni del compromesso e della debolezza italiana erano terminati.
Con la morte di Mukhtar la resistenza crollò, e nel gennaio del 1932 Badoglio poté annunciare con un solenne proclama la completa e definitiva pacificazione della Libia.

La repressione attuata da Graziani fu talmente completa che pochi anni dopo, nel corso delle varie campagne militari tra Alleati ed Asse nel nord Africa tra il 1940 ed il 1942, lo stesso Churchill nelle sue memorie si lamentò di non avere avuto alcun supporto da arabi e berberi libici.

## I crimini di guerra
I crimini di guerra commessi dalle truppe italiane contro i civili libici includono: bombardamenti deliberati su civili; uccisioni di donne, bambini e anziani disarmati; stupri e sventramenti di donne; uccisione di prigionieri gettandoli dagli aerei o passandoci sopra con i carri armati; esecuzioni quotidiane regolari di civili in alcune aree; bombardamenti di villaggi tribali con bombe ad iprite a partire dal 1930.
Alla conquista italiana di Cufra (20 gennaio 1931) seguirono tre giorni di saccheggi, violenze ed atrocità impressionanti di ogni tipo, che provocarono la morte di circa 200 libici e di innumerevoli altre vittime tra i sopravvissuti, compiuti dai soldati italiani e dagli àscari col tacito assenso dei superiori: 17 capi senussiti impiccati, 35 indigeni evirati e lasciati morire dissanguati, 50 donne stuprate, 50 fucilazioni, 40 esecuzioni con accette, baionette, sciabole. Atrocità e torture impressionanti: a donne incinte venne squartato il ventre e i feti infilzati, giovani indigene violentate e sodomizzate (ad alcune infisse candele di sego in vagina e nel retto), teste e testicoli mozzati e portati in giro come trofei; torture anche su bambini (3 immersi in calderoni di acqua bollente) e vecchi (ad alcuni estirpati unghie e occhi).
Grande fu l'impressione nel mondo islamico. La "Nation Arabe" scrisse:
Il giornale di Gerusalemme "Al Jamia el Arabia" pubblicò il 28 aprile 1931, un manifesto in cui si ricordano:

## Trattato di amicizia tra Italia e Libia
Il 30 agosto 2008 i capi del governo di Italia e Libia, il Presidente del Consiglio italiano Silvio Berlusconi e l'allora leader libico Muʿammar Gheddafi, firmarono un trattato di Amicizia e Cooperazione, nella città di Bengasi.
Il trattato è stato ratificato dall'Italia il 6 febbraio 2009 e dalla Libia il 2 marzo, durante una visita di Berlusconi a Tripoli
Alla cerimonia della firma del documento, il Presidente Silvio Berlusconi dichiarò: "In questo documento storico, l'Italia si scusa per i suoi omicidi, la distruzione e la repressione contro i libici durante il periodo coloniale." e che fece notare come questo trattato fosse un riconoscimento morale dei danni inflitti alla Libia dall'Italia durante l'era coloniale.
Nel giugno 2009 Gheddafi ha compiuto la sua prima visita ufficiale a Roma. Gheddafi ha soggiornato tre giorni in Italia, seppur fra molte polemiche e contestazioni.
Il leader libico si è recato al Campidoglio, a La Sapienza (dove ha ricevuto la contestazione degli studenti del movimento dell'Onda), alla sede di Confindustria e ha incontrato le massime cariche italiane (il primo ministro Berlusconi, il presidente della repubblica Giorgio Napolitano, il presidente del Senato Renato Schifani e il presidente della Camera Gianfranco Fini).
Durante la visita di stato Gheddafi ha mostrato, appuntata sulla divisa militare, una foto dell'eroe della resistenza libica antitaliana Omar al-Mukhtar, suscitando perplessità e proteste.